# Lampetis cupreoaenea
Lampetis cupreoaenea es una especie de escarabajo del género Lampetis, familia Buprestidae. Fue descrita científicamente por Latreille en 1803.